# Die Unerwünschten – Les Indésirables
Die Unerwünschten – Les Indésirables (Originaltitel Les Indésirables, franz. für „Die Unerwünschten“, auch Bâtiment 5) ist ein Filmdrama von Ladj Ly. Im Film spielt Alexis Manenti einen jungen Bürgermeister einer Stadt in der Nähe von Paris, der die Sanierung des Arbeiterviertels vorantreibt. Die Premiere des Films erfolgte im September 2023 beim Toronto International Film Festival. Im Dezember 2023 kam Les Indésirables in die französischen Kinos. Der Kinostart in Deutschland erfolgte Anfang März 2025.

## Handlung
In einem Vorort von Paris. Nach dem plötzlichen Tod des Bürgermeisters einer Stadt wird Pierre, ein idealistischer junger Arzt, zu seinem Nachfolger ernannt. Pierre ist bei den weniger wohlhabenden Mitgliedern seines Wahlkreises völlig unbekannt und merkt bald, dass er überfordert ist. In seiner neuen Position möchte Pierre die Politik seines Vorgängers fortsetzen und dessen Träume von der Sanierung ihres Arbeiterviertels verwirklichen.
Gleichzeitig wehrt sich Haby, eine junge Französin malischer Herkunft, die in einem der heruntergekommenen Hochhäuser lebt und Präsidentin einer öffentlichen Wohnungsbaugesellschaft ist, gegen die Vertreibung ihrer Familie aus der Gemeinde, in der sie aufgewachsen ist. Während Pierres Unterstützer eine aggressive Kampagne gegen Einwanderer startet, beschließt Haby, sich als Kandidatin für die anstehende Bürgermeisterwahl zu bewerben.

## Produktion

### Regie und Drehbuch

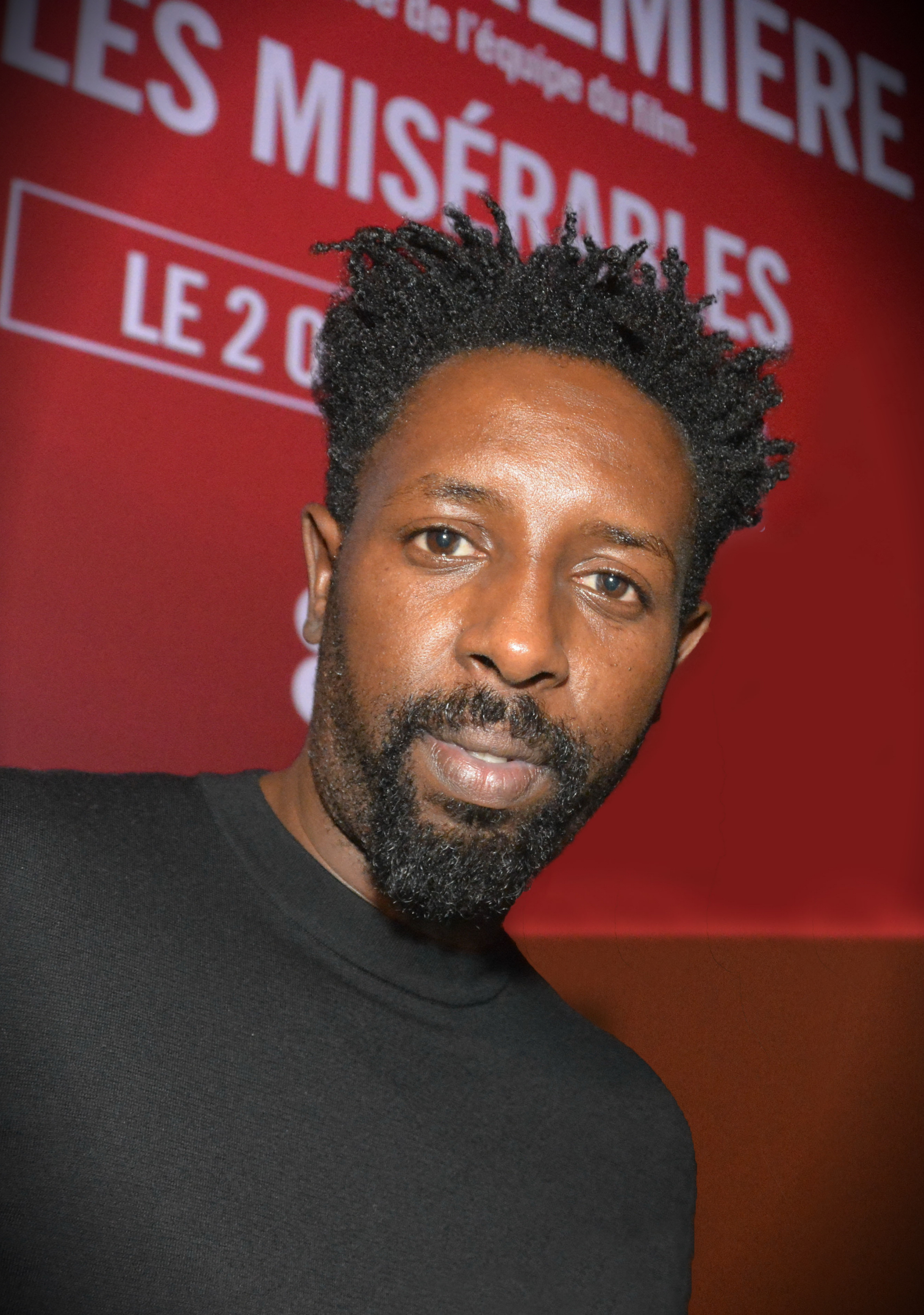
Der Filmemacher Ladj Ly

Regie führte Ladj Ly, der gemeinsam mit Giordano Gederlini auch das Drehbuch schrieb. Bei Die Unerwünschten – Les Indésirables handelt es sich nach Die Wütenden – Les Misérables aus dem Jahr 2017 um Lys zweiten Spielfilm. Zuvor wurde der französische Filmemacher durch eine Reihe von preisgekrönten Dokumentarfilmen bekannt. Mit Gederlini, einem Chilenen, der in der Vergangenheit als Regisseur selbst Filme wie Samouraïs oder Die Mörder meines Sohnes drehte, arbeitete Ly bereits für Les Misérables zusammen.

### Besetzung und Dreharbeiten
Alexis Manenti spielt den jungen neuen Bürgermeister Pierre. Er war bereits in Les Misérables in einer Hauptrolle zu sehen und schrieb gemeinsam mit Ly und Gederlini auch das Drehbuch für Les Indésirables. Anta Diaw ist in der Rolle der jungen Französin malischer Herkunft namens Haby zu sehen. Weiter auf der Besetzungsliste befinden sich Jeanne Balibar, Steve Tientcheu und Aristote Luyindula.
Wie bei Les Misérables arbeitete Ly mit Kameramann Julien Poupard zusammen, der zwischenzeitlich für Forever Young von Valeria Bruni Tedeschi, Les miens von Roschdy Zem und L’Innocent von Louis Garrel tätig war. Filmeditorin Flora Volpelière war ebenfalls bereits bei Les Misérables für Ly tätig.

### Filmmusik und Veröffentlichung
Die Filmmusik steuerte die Musikgruppe Pink Noise bei.
Die Premiere des Films fand am 8. September 2023 beim Toronto International Film Festival statt. Ende September 2023 wurde er beim San Sebastian International Film Festival als Abschlussfilm gezeigt. Ende September, Anfang Oktober 2023 wurde er beim Zurich Film Festival gezeigt. Ebenfalls im Oktober wurde Les Indésirables beim London Film Festival vorgestellt. Am 6. Dezember 2023 kam der Film in die französischen Kinos. Im Januar 2024 wurde er beim Palm Springs International Film Festival gezeigt. Im Juni 2024 wurde der Film beim Transilvania International Film Festival vorgestellt und Ende Juni, Anfang Juli 2024 beim Filmfest München. Mitte September 2024 wurde er bei der Filmkunstmesse Leipzig vorgestellt. Am 6. März 2025 kam der Film in die deutschen Kinos.

## Rezeption

### Kritiken
Während Ladj Lys Spielfilmdebüt Die Wütenden – Les Misérables sehr gut besprochen wurde, fielen die Kritiken bei Die Unerwünschten – Les Indésirables eher gemischt aus.

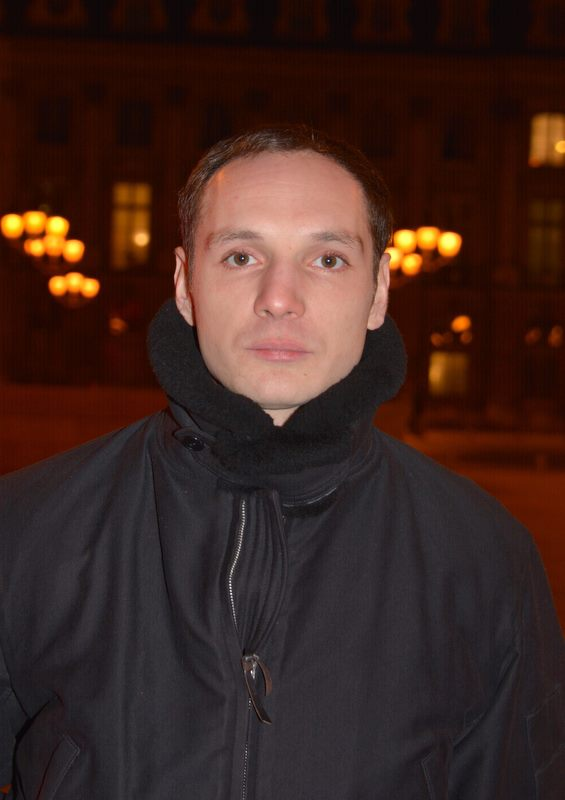
Alexis Manenti spielt Pierre

Gaby Sikorski, Filmkorrespondentin der Gilde deutscher Filmkunsttheater, schreibt in ihrer Kritik, Ly habe bereits in Die Wütenden gezeigt, dass er wuchtiges, emotionales Kino machen kann. Das sei ihm auch in Die Unerwünschten gelungen, und der Kraft seiner Bilder werde sich kein Zuschauer entziehen können. Auch wie Ly die Kälte und die wachsende Distanz, mit der er Alexis Manenti als Pierre agieren lässt, mit der stetig wachsenden, unmittelbaren Emotionalität der von ihm Regierten kontrastiert, sei wirklich clever gemacht. Ly beziehe mutig und sehr eindeutig Stellung, indem er sich auf die Seite des unterdrückten, entrechteten Teils der Bevölkerung stellt. Doch durch diese eindeutige Positionierung werde der Film auch etwas vorhersehbar, und der plakative Unterton verstärke sich noch. Er gönne weder seiner Protagonistin Haby noch ihrem Gegenspieler eine wirkliche Entwicklung. Zumindest für die Hauptpersonen, vor allem für Haby, hätte sich Sikorski etwas mehr Individualität inklusive Ecken und Kanten und etwas weniger Klischeehaftigkeit gewünscht.

### Einsatz im Unterricht
Das Onlineportal kinofenster.de empfiehlt den Film ab der 9. Klasse für die Unterrichtsfächer Gesellschaftswissenschaften, Politik/Wirtschaft und Französisch und bietet Materialien zum Film für den Unterricht. Dort schreibt Lisa Haußmann, anhand eines Wohnhauses, das exemplarisch für ein Viertel steht, zeige der Film Folgen von Gentrifizierung auf und verweise über Nebenfiguren auf das Thema selektive Einwanderungspolitik. Zugleich betrachte Die Unerwünschten – Les Indésirables Chancen und Grenzen von politischem Engagement und mache deutlich, was es für Einzelpersonen heißt, verdrängt zu werden.

### Auszeichnungen
San Sebastian International Film Festival 2023
- Auszeichnung mit dem Euskadi Basque Country 2030 Agenda Award[15]